# Gustaf Törnros

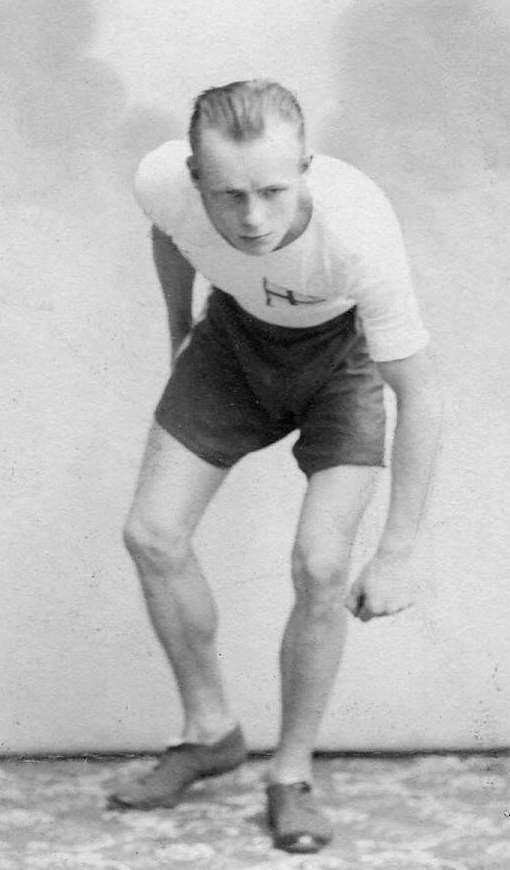
Gustaf Törnros

Gustaf Edvard Törnros (* 18. März 1887 in Stockholm; † 2. April 1941 ebenda) war ein schwedischer Marathonläufer, der dreimal an Olympischen Spielen teilnahm.
Bei den Olympischen Zwischenspielen 1906 in Athen wurde er Vierter. 1908 in London belegte er den 21. Platz, 1912 in Stockholm erreichte er nicht das Ziel.
1911 und 1912 wurde er nationaler Meister.